# Waterloo Hawks 1948-1949
La stagione 1948-1949 dei Waterloo Hawks vide la franchigia impegnata in National Basketball League.
I Waterloo Hawks chiusero al quarto posto nella Western Division, con un record di 30 vittorie e 32 sconfitte. La squadra disputò poi le semifinali di Division, ma venne eliminata dagli Oshkosh All-Stars.

## Roster
|  | Naz.                   | Ruolo | Sportivo      | Anno | Alt. | Peso |  |
|  | ---------------------- | ----- | ------------- | ---- | ---- | ---- |  |
|  | Stati Uniti (bandiera) | AC    | Dick Mehen    | 1922 | 196  | 88   |  |
|  | Stati Uniti (bandiera) | C     | Harry Boykoff | 1922 | 208  | 102  |  |
|  | Stati Uniti (bandiera) | GA    | Rollie Seltz  | 1924 | 178  | 75   |  |
|  | Stati Uniti (bandiera) | G     | Leo Kubiak    | 1927 | 180  | 79   |  |
|  | Stati Uniti (bandiera) | GA    | Charley Shipp | 1913 | 185  | 91   |  |
|  | Stati Uniti (bandiera) | GA    | Dale Hamilton | 1919 | 183  | 82   |  |
|  | Stati Uniti (bandiera) | AP    | Ben Schadler  | 1924 | 183  | 84   |  |
|  | Stati Uniti (bandiera) | A     | Bill Brown    | 1922 | 191  |      |  |
|  | Stati Uniti (bandiera) | AC    | Elmer Gainer  | 1918 | 198  | 88   |  |
|  | Stati Uniti (bandiera) | AC    | Les Deaton    | 1923 | 193  | 95   |  |
|  | Stati Uniti (bandiera) | AC    | Bobby Lowther | 1923 | 196  | 86   |  |
|  | Stati Uniti (bandiera) | A     | Jack Spencer  | 1923 | 191  | 73   |  |
|  | Stati Uniti (bandiera) | C     | Ray Ellefson  | 1922 | 203  | 104  |  |
|  | Stati Uniti (bandiera) | AC    | Gordon Flick  | 1921 | 191  | 91   |  |
|  | Stati Uniti (bandiera) | G     | Dave Wareham  | 1924 | 185  | 84   |  |

## Staff tecnico
- Allenatore: Charley Shipp (allenatore/giocatore)